# Поверхностная добавочная клетка
В настоящей статье рассматриваются клетки—мукоциты (клетки, секретирующие защитную слизь) только слизистой оболочки желудка и двенадцатиперстной кишки человека.
Пове́рхностные доба́вочные кле́тки (синоним - поверхностные слизистые клетки) — клетки-мукоциты слизистой оболочки желудка, двенадцатиперстной кишки и других органов, синтезирующие слизь и бикарбонаты НСО3—.

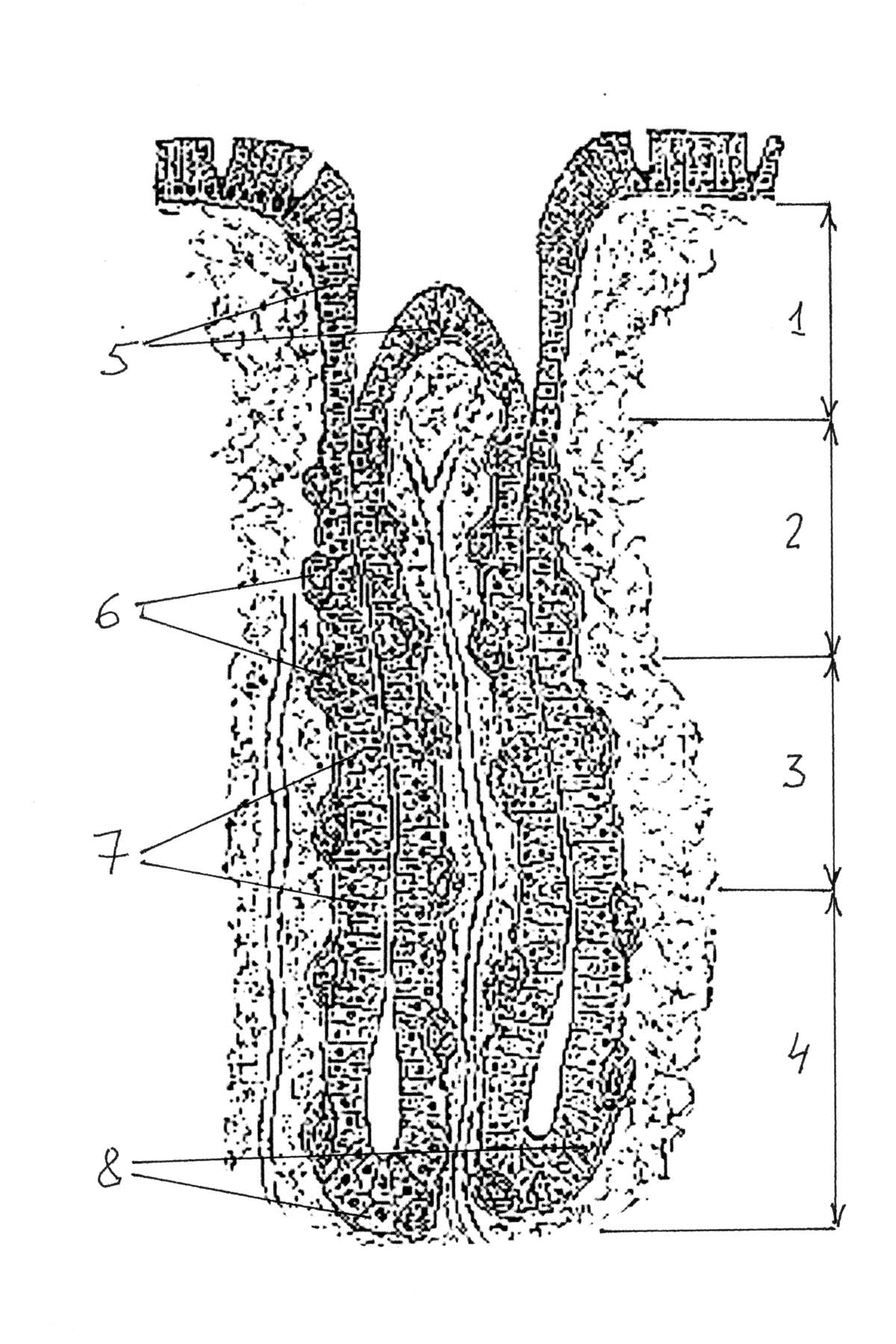
Фундальные же́лезы. Зоны железы́: 1 — желудочная ямка, 2 — перешеек, 3 — шейка, 4 — основание и тело. Клетки: 5 — поверхностные добавочные клетки, 6 — париетальные, 7 — слизистые, 8 — главные.

## Функции
Основная функция поверхностных добавочных клеток заключается в создании физико-химического барьера для эпителиальных клеток желудка от таких повреждающих факторов, как соляная кислота и пепсины. Этот барьер представляет собой гель, состоящий из секретируемых поверхностными добавочными клетками слизи и бикарбонатов, а также воды и фосфолипидов. В норме этот гель имеет градиент рН, обеспечивающий нейтральное значение кислотности (рН = 7) у клеточной поверхности, не допуская, таким образом, агрессивного воздействия пепсина, чья протеолитическая активность возможна только при рН < 6. Нейтральное значение кислотности  у поверхности эпителия достигается благодаря синтезируемым добавочными клетками бикарбонатам.
Факторы, стимулирующие выделение слизи и синтез бикарбонатов, те же самые, что и факторы, стимулирующие синтез пепсина и соляной кислоты.  
Объём[уточнить] бикарбонатов, вырабатываемых поверхностными клетками проксимальной, прилегающей к желудку, части двенадцатиперстной кишки, примерно в 2 раза больше, чем вырабатываемых желудком.